# Saint-Ouen-de-Sécherouvre
Saint-Ouen-de-Sécherouvre település Franciaországban, Orne megyében. Lakosainak száma 159 fő (2022. január 1.). Saint-Ouen-de-Sécherouvre Saint-Martin-des-Pézerits, Saint-Germain-de-Martigny, Bazoches-sur-Hoëne, Saint-Aubin-de-Courteraie, Sainte-Céronne-lès-Mortagne és Soligny-la-Trappe községekkel határos.

## Népesség
A település népessége az elmúlt években az alábbi módon változott:
| Lakosok száma | 180  | 180  | 183  | 175  | 176  | 174  | 172  | 166  | 159  |
|               | 2013 | 2015 | 2016 | 2017 | 2018 | 2019 | 2020 | 2021 | 2022 |